# Glacier Nachtigal
Pour les articles homonymes, voir Nachtigal.
Le glacier Nachtigal, en anglais Nachtigal Glacier, en allemand Nachtigal-Gletscher, est un glacier de 3,2 km de long situé dans le sud-est de la Géorgie du Sud. Il s'épanche vers le nord depuis le mont Fagan (en) en direction de la baie Doris (en).
Cartographié en 1882-1883 par les scientifiques allemands de la première Année polaire internationale, le glacier est nommé en l'honneur de l'explorateur allemand Gustav Nachtigal (1834–1885).